# Parc Georges-Brassens
Le parc Georges-Brassens se trouve dans le 15e arrondissement de Paris sur l'emplacement des anciens abattoirs de Vaugirard. Ouvert en 1985, il couvre une superficie de 8,7 hectares sur un terrain en dénivelé qui abritait au XVIIIe siècle le vignoble de Périchaux.

## Situation et accès
Le parc a son entrée principale au 2, place Jacques-Marette. Il est accessible par le métro aux stations Porte de Vanves (ligne 13) et Convention (ligne 12) ainsi que par la ligne 3a du tramway d'Île-de-France, aux stations Georges Brassens et Brancion.

## Origine du nom
Il rend hommage à Georges Brassens, poète auteur-compositeur-interprète français, qui a vécu l'essentiel de sa vie parisienne à quelques centaines de mètres du lieu, au 9, impasse Florimont (14e), puis au 42, rue Santos-Dumont (15e).

## Historique
Ces terrains appartenaient au hameau de Vaugirard, jusqu'à l'annexion à Paris en 1860. Au XVIIIe siècle s'étendaient ici les vignobles de Périchot, relayés par des cultures maraîchères au siècle suivant. De 1894 à 1974, les cultures laissent place aux abattoirs, dont certaines structures architecturales sont encore visibles aujourd'hui : la halle aux chevaux, le beffroi du marché à la criée.
Les habitants du quartier se plaignaient sans cesse du bruit et de l'odeur[réf. nécessaire] résultant de l'activité des abattoirs en plein Paris. Ainsi en 1975, les abattoirs ont été fermés et certains éléments architecturaux ont été installés en référence à l'activité : les sculptures représentant les taureaux, le porteur de viande, etc.
Totalement repensé dans les années 1980 par les architectes Alexandre Ghiulamila et Jean-Michel Milliex avec le paysagiste Daniel Collin, le parc a été ouvert au public en 1985.

## Sites et activités

Plan du parc Georges-Brassens.

Le parc Georges-Brassens a été aménagé à la place du marché aux chevaux de Vaugirard et de ses abattoirs et a été ouvert en 1984. De l'ancien marché ont été gardés les portes monumentales (ornées d'un taureau) et deux bâtiments. Le Jardin de senteurs contient plus de 80 spécimens de plantes aromatiques et médicinales. Une sculpture d'Albert Bouquillon orne le parc.

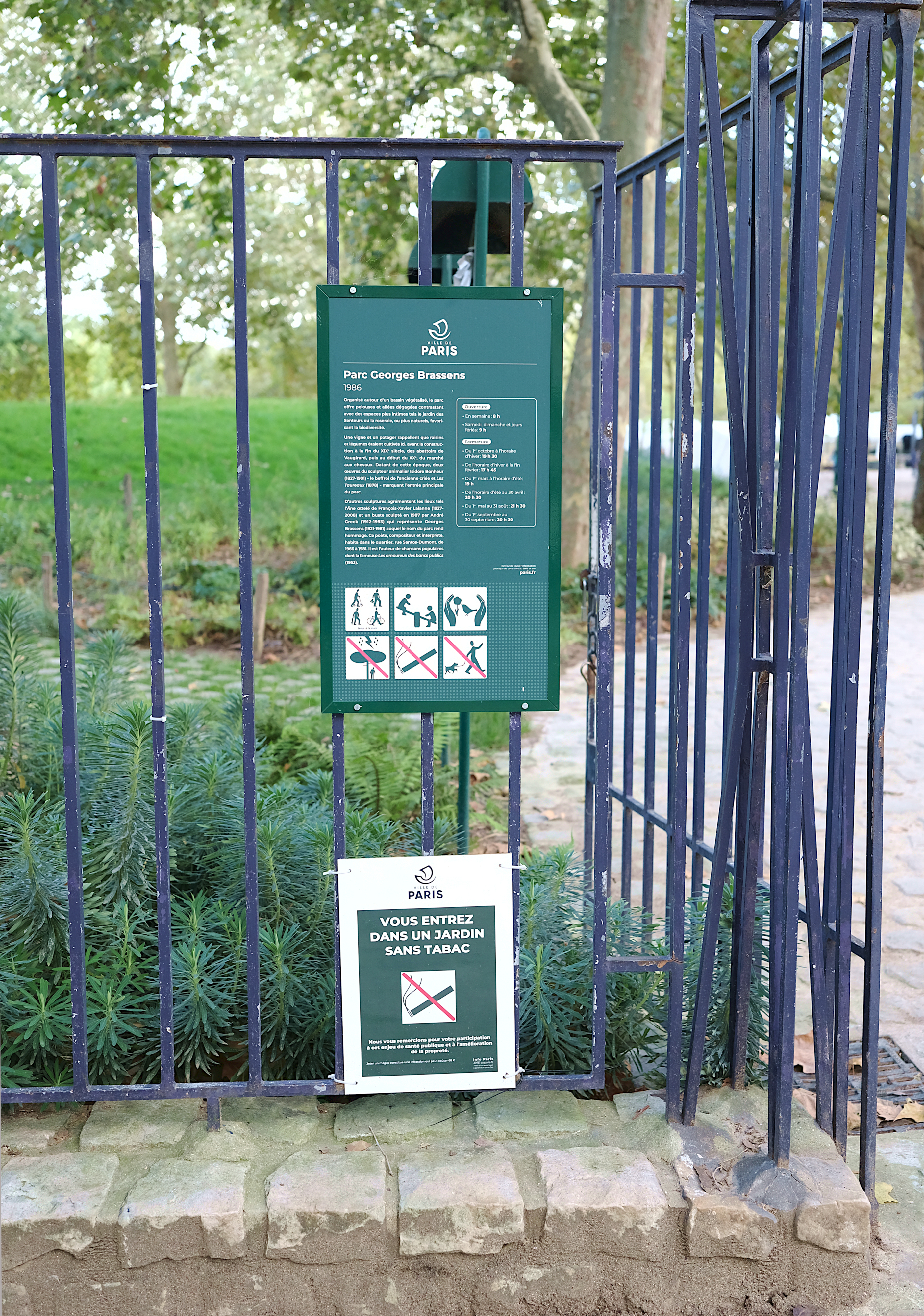
Entrée, rue des Morillons.
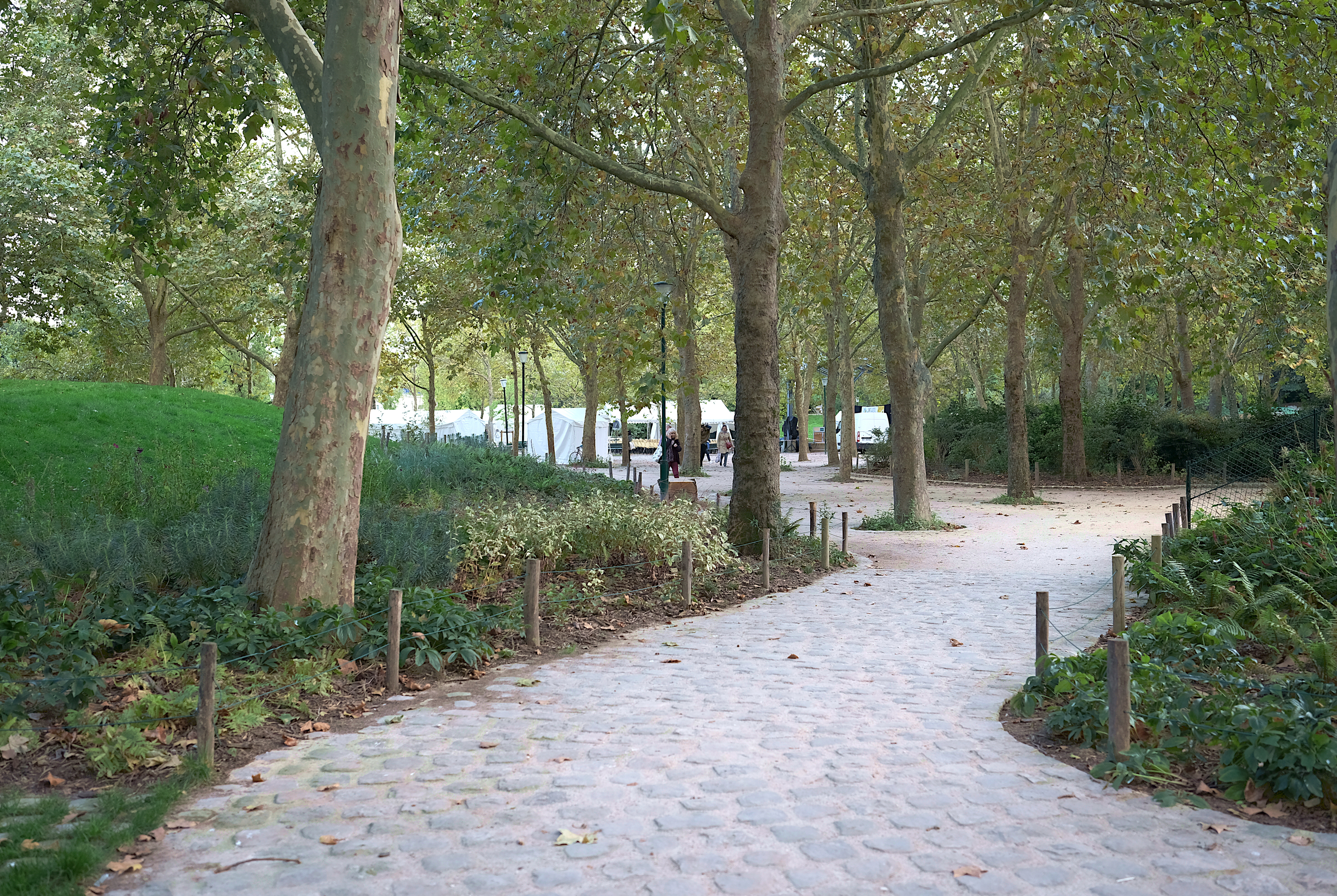
Le parc, côté rue des Morillons.
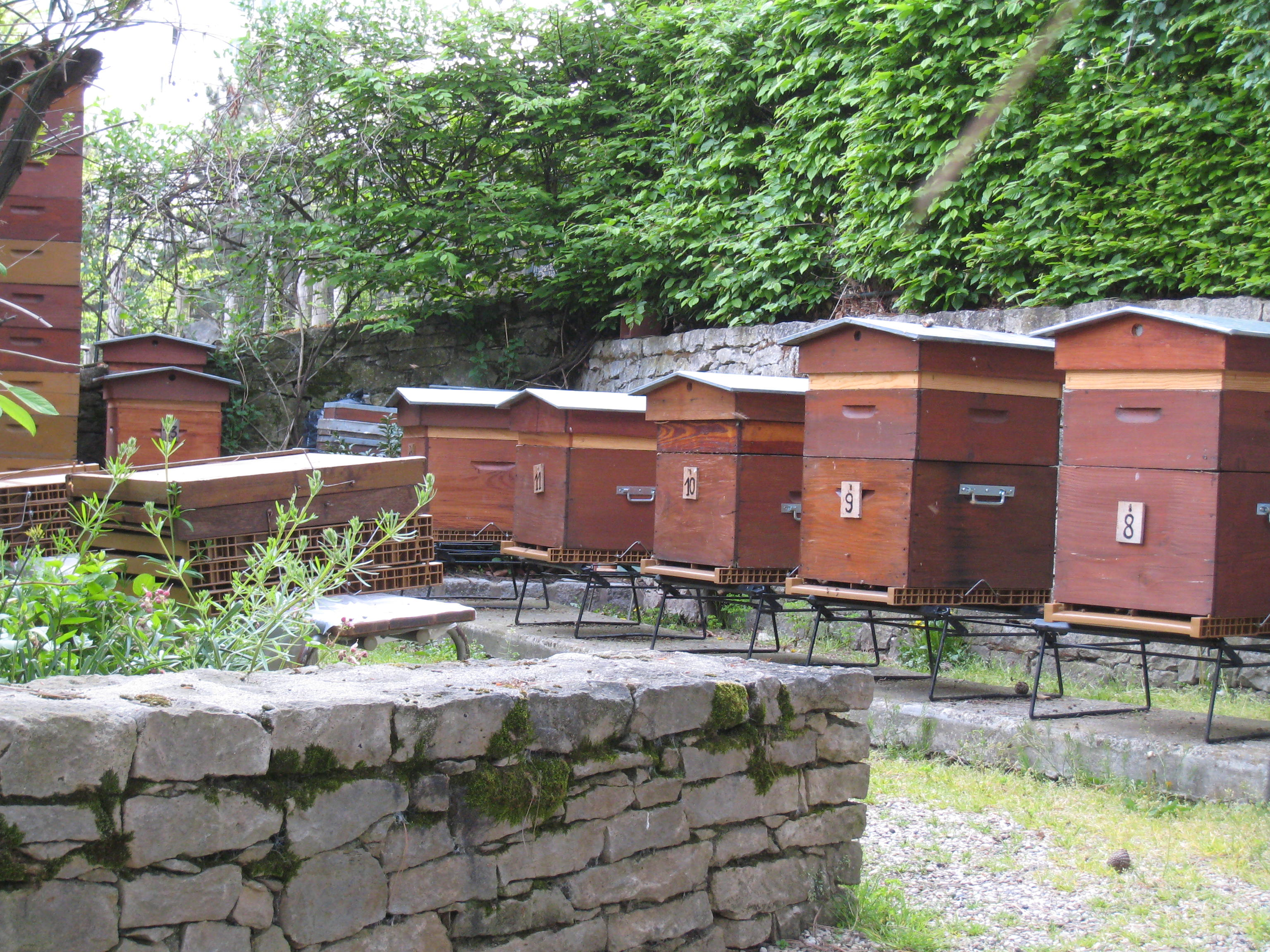
Les ruches du parc.

À côté du rucher, les pieds de vigne de cépage pinot noir encore exploités en haut de la colline rappellent les anciens vignobles de Périchot du XVIIIe siècle. La vigne de 1 200 m2, comporte 700 pieds, soit la deuxième en importance dans Paris. Le vin, produit sous l’appellation « Clos des Morillons », mis en bouteilles de 50 cl, est vendu aux enchères publiques à la mairie du 15e arrondissement. Le produit de la vente est versé à des œuvres sociales de l'arrondissement. La vinification, la mise en bouteilles et l'élevage du vin se font dans les sous-sols de l'ancienne mairie de Grenelle, située place du Commerce.
Les vendages sont ouvertes aux bénévoles.

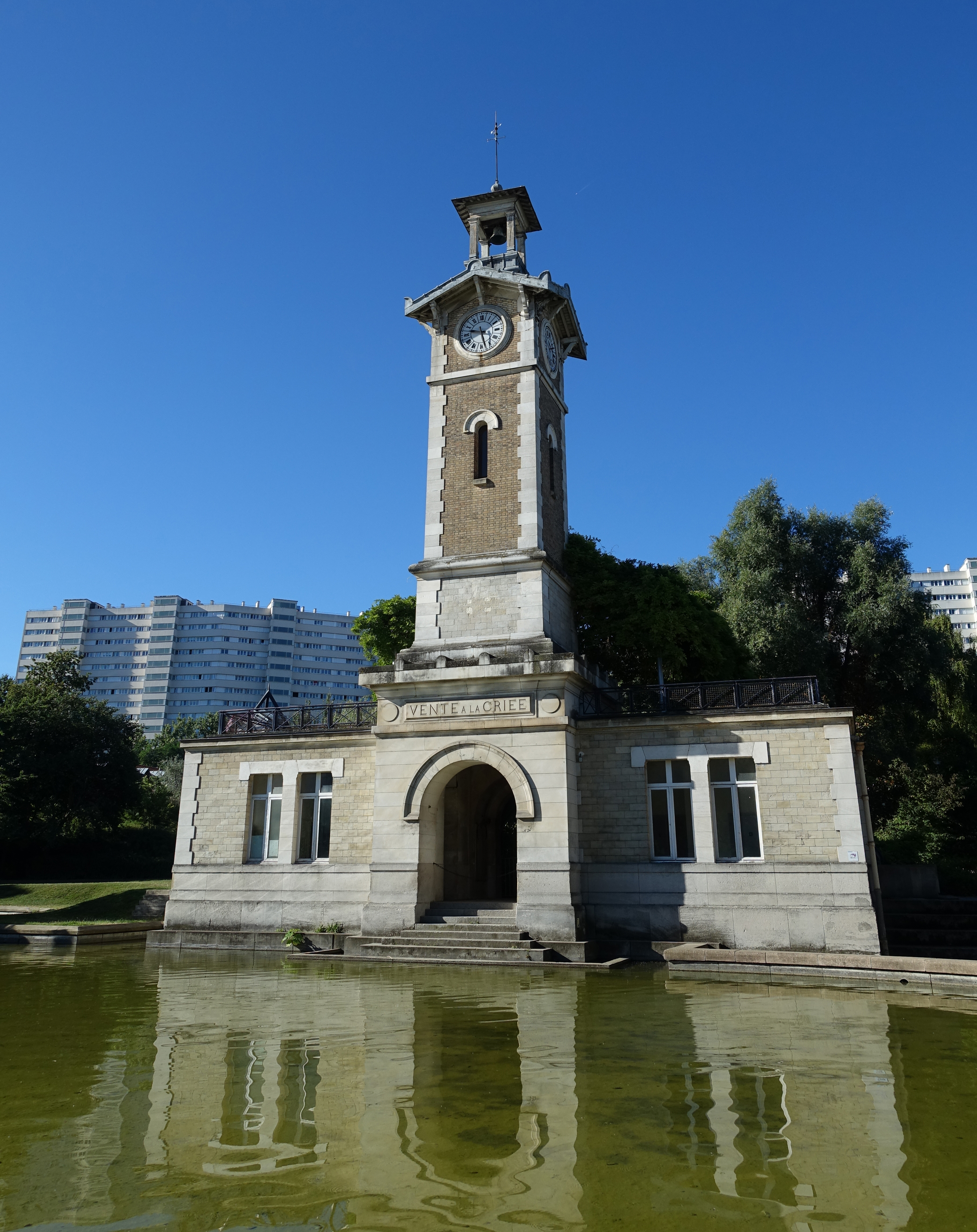
Beffroi de l'ancien marché à la criée des abattoirs de Vaugirard.
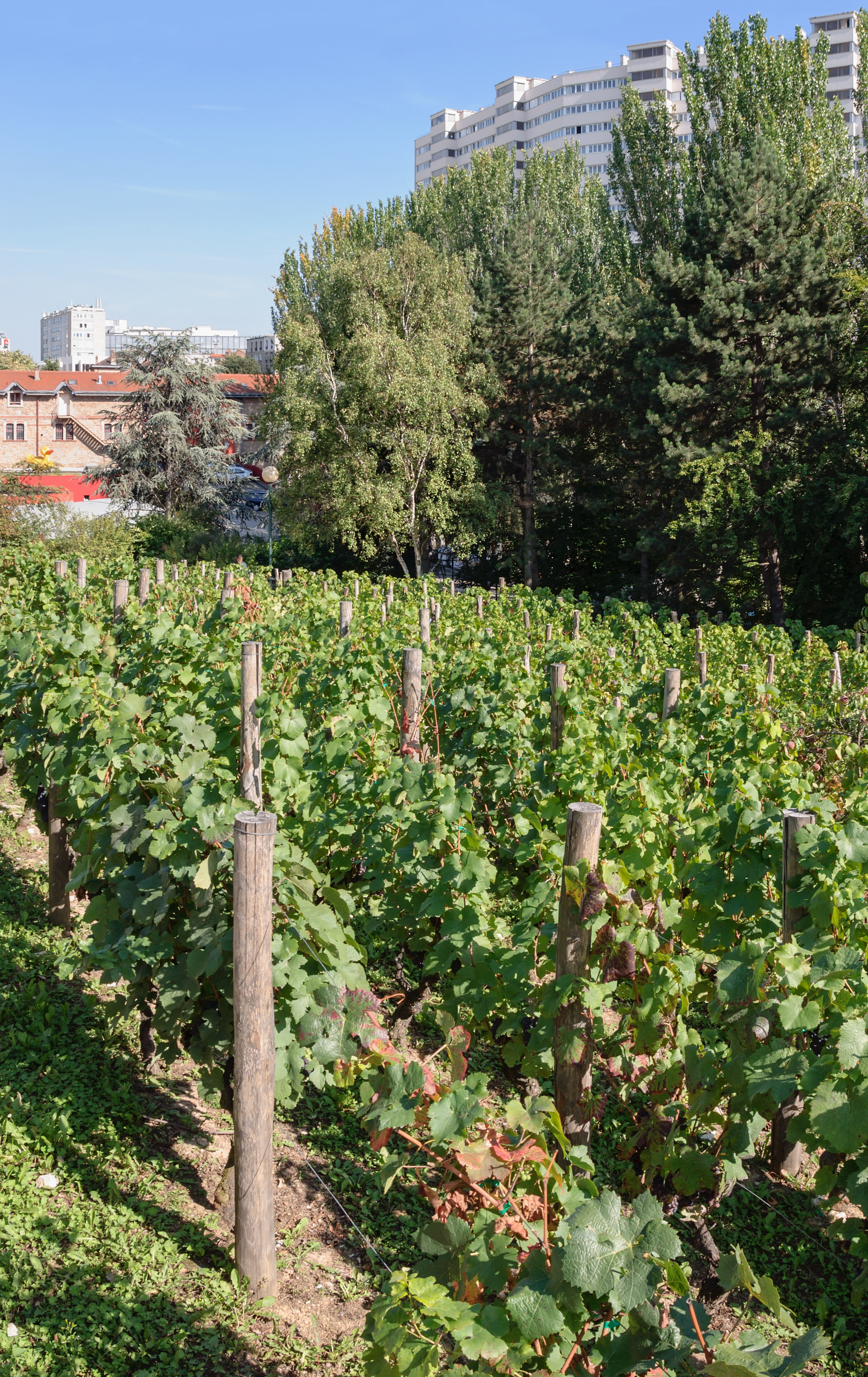
La vigne du parc Georges-Brassens.
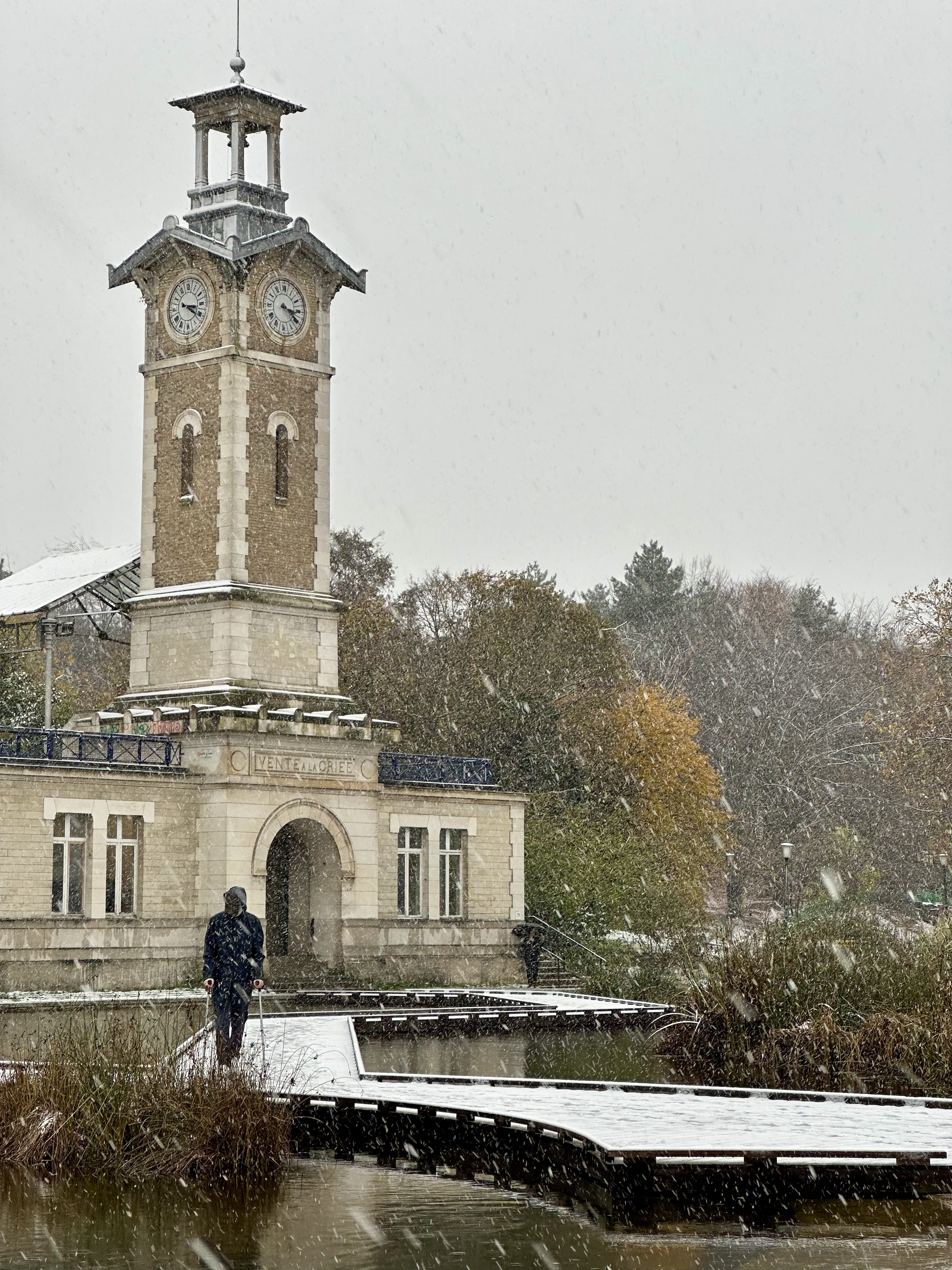
Le beffroi sous la neige.

Le théâtre Silvia-Monfort jouxte le parc et, près de l'entrée de la halle aux chevaux, se trouve un théâtre de spectacles de marionnettes. Un marché du livre ancien et d'occasion se tient toutes les fins de semaine depuis 1987 dans l'ancienne halle aux chevaux.
Le parc est décoré de deux statues animalières (L'Âne de François-Xavier Lalanne, et Les Taureaux d'Isidore Bonheur, transférées du Trocadéro), du Porteur de viande d'Albert Bouquillon en référence aux anciens abattoirs de Vaugirard et d'un buste de Georges Brassens d'André Greck.

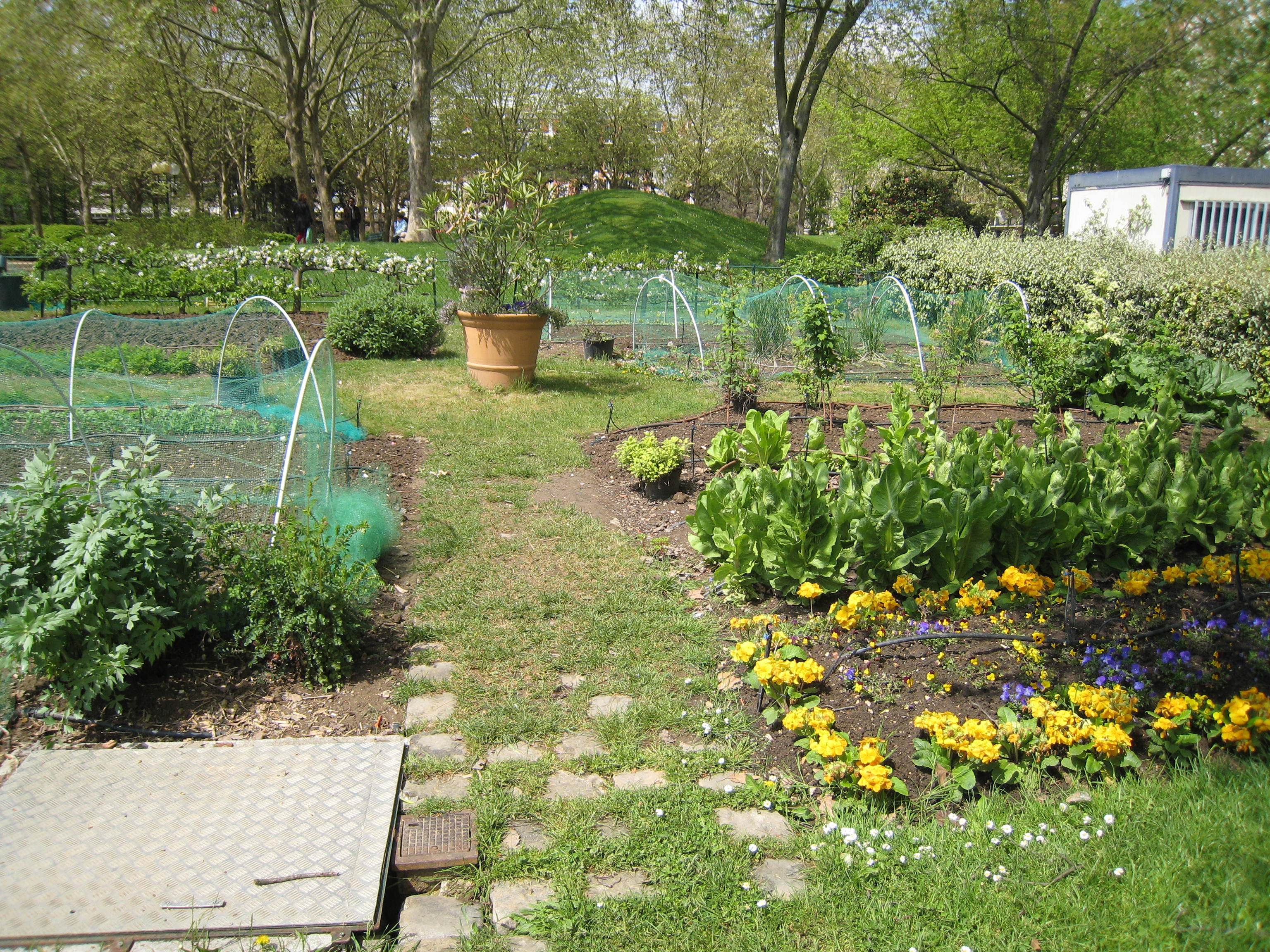
Jardin pédagogique pour les élèves des écoles alentour.
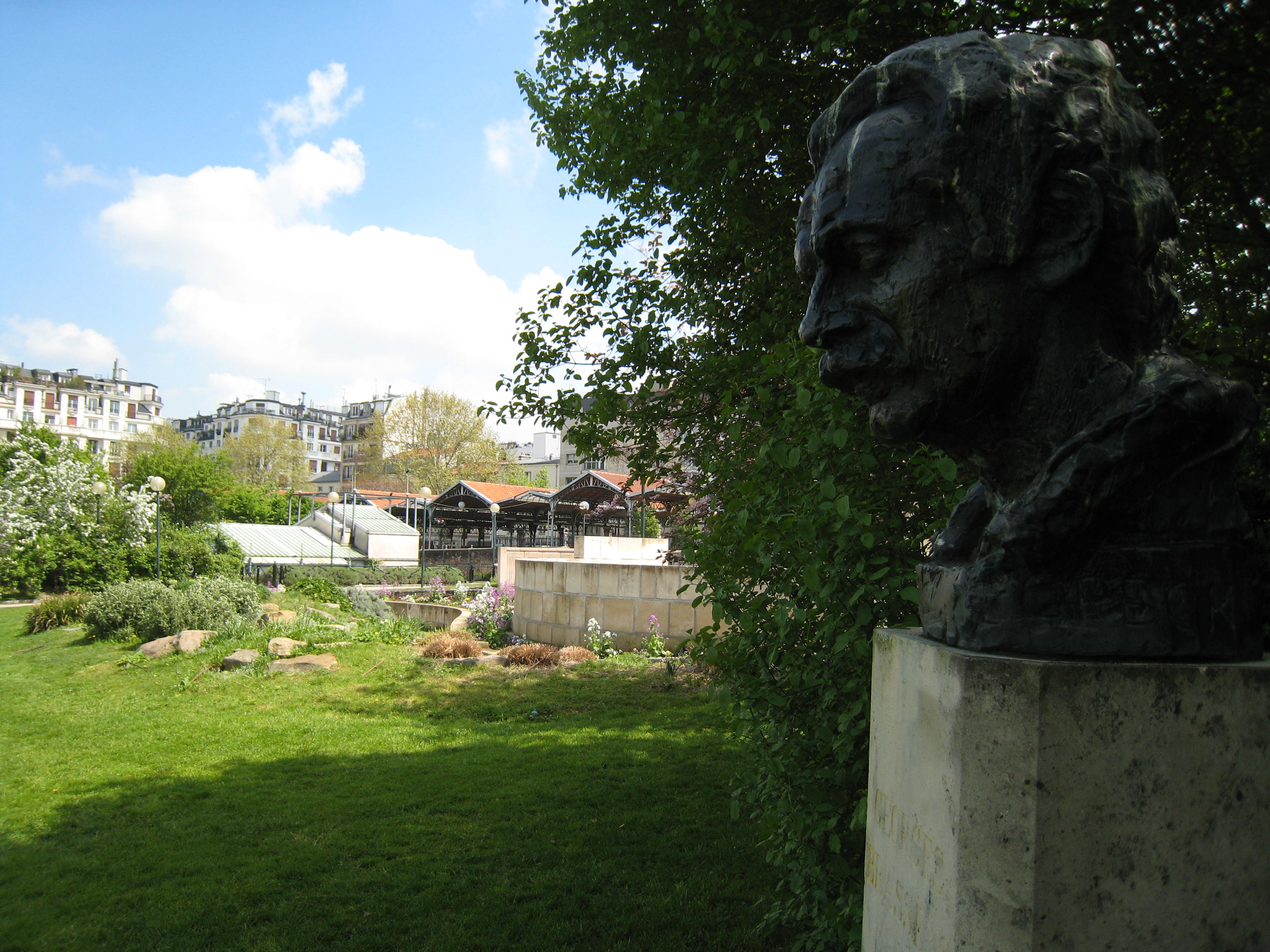
Buste de Georges Brassens.

La partie sud du parc est coupée par la tranchée de la Petite Ceinture, en cours d'aménagement en promenade plantée.

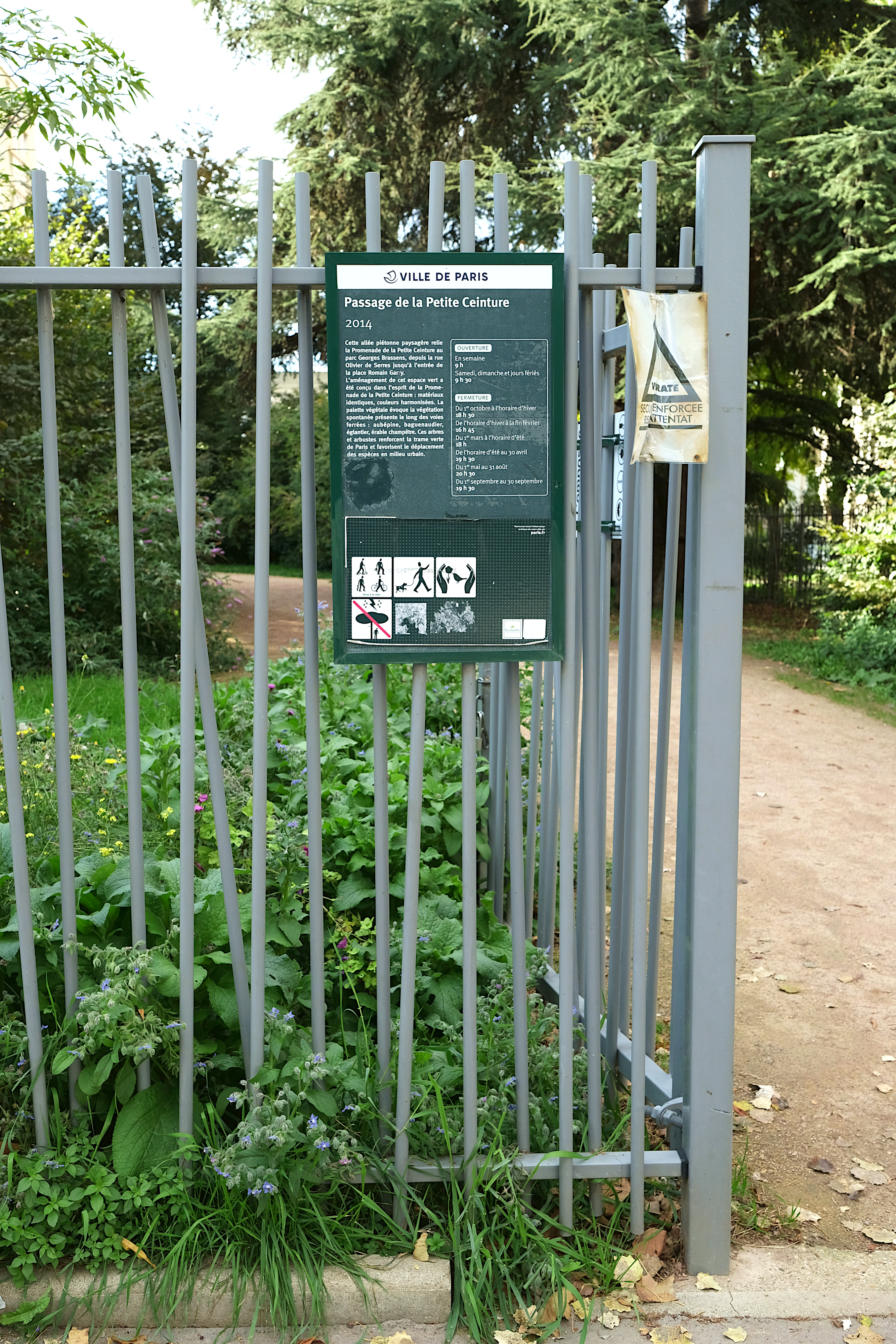
Entrée du passage de la Petite Ceinture, rue de Dantzig.
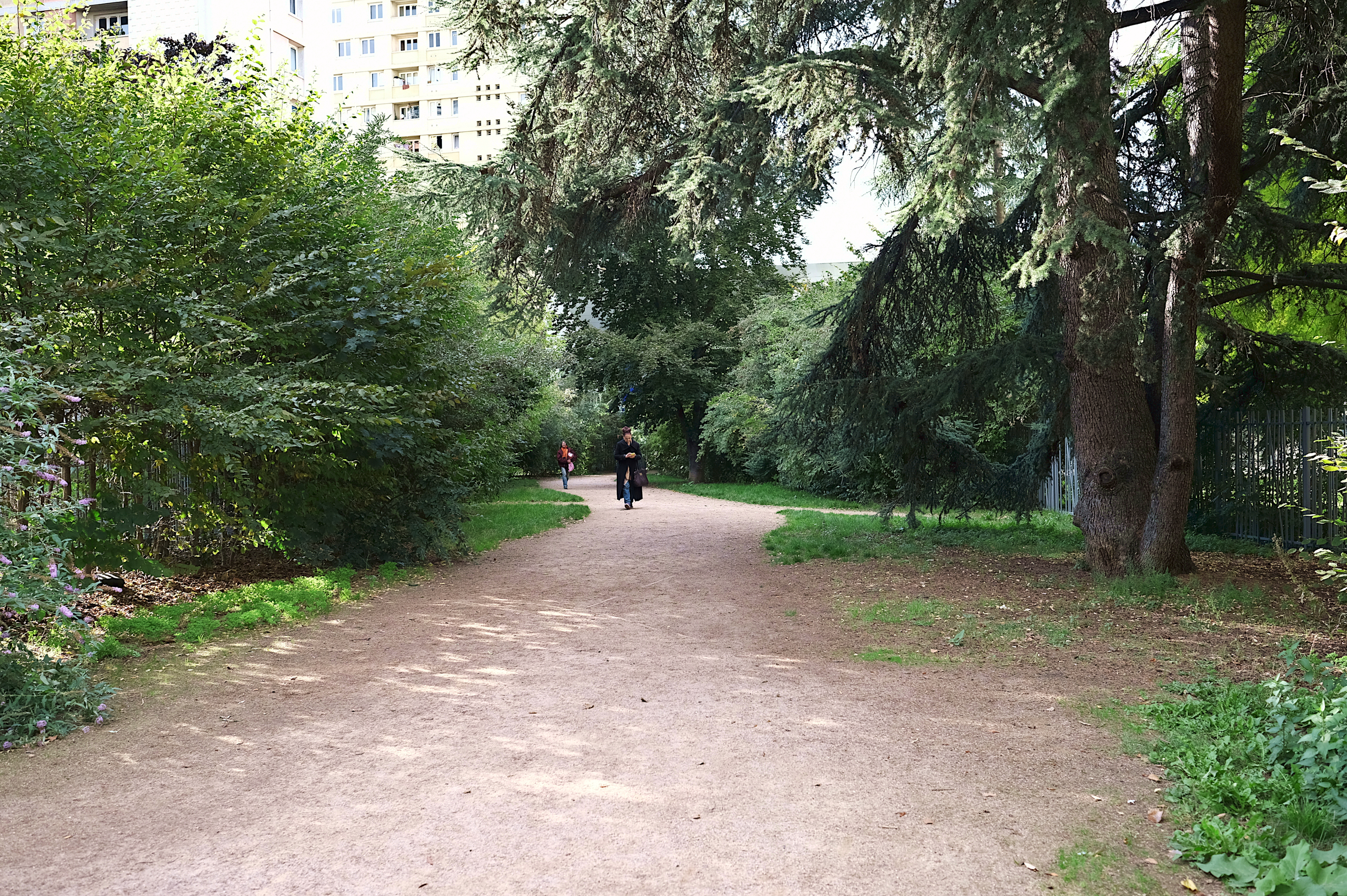
Passage de la Petite Ceinture.

## Dans la culture populaire
Le groupe de rock Astonvilla y tourne en 2001 le vidéoclip du titre Raisonne.
On trouve une évocation du marché aux chevaux, des abattoirs de Vaugirard et de l’atmosphère de ce quartier dans le roman de Patrick Modiano (prix Nobel de littérature 2014), Des inconnues (1999).
Le chanteur français Benoît Dorémus y situe l'action de sa chanson Brassens en pleine poire en 2016.
Une scène du Pont du Nord (Jacques Rivette), tourné en 1980, s'y déroule. On y voit le chantier de démolition des anciens bâtiments des abattoirs. 